# Великая Белозёрка
Великая Белозёрка (укр. Велика Білозерка), Белозёрка — село,
см. список советов, Васильевский район, Запорожская область, Украина.
Коды КОАТУУ — 2321180101, 2321187401, 2321188401, 2321186502. Население по переписи 2001 года составляло 8 339 человек.

## История
Территория, на которой расположенное современное село, была заселена с давних времён, о чём свидетельствуют археологические находки. Выше Белозёрской балки тянутся курганы, часть которых раскопана. Здесь найдены погребения времён бронзы (ІІІ- II тысячелетие до н. э.), богатые скифские погребения с золотыми украшениями (V — ІІІ, а также VІІІ- VІІ ст.ст. до н. э.)
Продолжительное время в приднепровской степи из-за опустошительных набегов кочевников-татар постоянных поселений не было, за исключением изредка разбросанных зимовок запорожских казаков. После присоединения в 1783 году Крыма и северной Таврии к России в этой местности начали возникать поселения. Именно на это время и приходится основание Большой Белозёрки переселёнными сюда государственными крестьянами из Полтавской и Черниговской губерний, которые построили здесь 30 землянок вдоль реки Белозёрки. Поселение получило название по наименованию реки. В отличие от соседнего одноимённого села, расположенного выше по течению реки, полтавцы и черниговцы начали называть своё село Нижней или Большой Белозёркой. Со временем за ним окончательно закрепилось это название. В 1804 году сюда прибыла новая группа поселенцев из Загрудной и других слобод Зеньковского уезда Полтавской губернии. Село возрастало и дальше за счёт новых групп переселенцев. В 1845 году здесь образовалась сельская община. В начале 1870-х лет ХІХ ст. в Большой Белозёрке насчитывалось 900 дворов, проживало 7 513 человек. В 1880-х годах Большая Белозёрка была одним из трёх сёл в Мелитопольськом уезде, которые прославлялись садами и огородами, которые занимали здесь свыше 1 000 десятин земли.
Поскольку Большая Белозёрка протягивалась почти на 25 км, приписанные к сельской общине земли были распределены за приходами. В то время в селе существовали самостоятельно Петропавловская, Покровская и Преображенская общины. Земледельцы обрабатывали землю по правилам и обычаям, наследуемым от дедов. Из-за низкой культуры земледелия урожаи были низкими. В селе развивались гончарный, плотницкий, кузнечный, бондарный, тележный и другие промыслы. Добротные дома в селе имели только богатеи, трудовое же крестьянство ютилось в землянках и крытых соломой или камышом саманных домах. Крайне неудовлетворительным было в селе медицинское обслуживание — только в начале ХХ столетия в Большой Белозёрке открыли амбулаторию: один врач, два фельдшера и акушерка обслуживали участок, к которому принадлежало 8 населённых пунктов с 22,6 тысяч человек населения.
На конец XIX столетия Белозерка — село Мелитопольского уезда, Таврической губернии, при реке Белозерке, в 72 верстах на северо-запад от уездного города. 
На 1891 год в селе проживало 10 023 жителей, душ обоего пола, было 1 609 дворов, 8 православная церковь, две школы, 14 лавок, три бондарных заведения, два колесных, проводились еженедельные базары и две ярмарки.
На 1907 год 10 000 жителей. В 1923 году Большая Белозёрка, где проживало 18,3 тыс. человек, стала районным центром. Это оказывало содействие дальнейшему развитию села.
В ходе Великой Отечественной войны 19 сентября 1941 года село было оккупировано немецкими войсками вошло в состав рейхскомиссариата Украина. В 29 октября 1943 года войска 4-го Украинского фронта, в частности, воины 279-й стрелковой дивизии, освободили село.
13 ноября 1943 года немецкие войска перешли в контрнаступление в направлении Великой Белозёрки: 302-я пехотная дивизия при поддержке артиллерии, 30 танков и самолётов атаковала находившиеся здесь части 61-й гвардейской стрелковой дивизии. Бой принял ожесточённый характер, но после того, как переброшенные к месту боя части 5-й гвардейской мотострелковой дивизии РККА нанесли удар во фланг немецкой группировке, соотношение сил изменилось и немецкие части были отброшены к населённым пунктам Новотроицкий и Цветково.
С лета 2020 года село стало частью Василевского района. 28 февраля 2022 года в ходе вторжения России на Украину село было занято российскими войсками.

## География
Село расположено на западе Запорожской области в степной зоне, в пределах Приазовско-Причерноморской равнины, находится на берегу реки Большая Белозёрка, занимает 0,47 тыс. кв. км. Великобелозёрский район граничит с Херсонской областью, Каменка-Днепровской, Васильевским и Веселовским районами Запорожской области.

## Население
В Великой Белозёрке проживает 8,7 тыс. человек. 92 % населения составляют украинцы, 5,9 — русские, 2,1 — другие национальности (белорусы, молдаване, татары, цыгане).

## Экономика
Промышленность, как таковая, в Великой Белозёрке отсутствует. Самый большой удельный вес в структуре экономики села занимает аграрный сектор. На её территории работают 9 сельскохозяйственные предприятия, в том числе 5 обществ с ограниченной ответственностью, 2 сельскохозяйственных производственных кооперативов, 1 открытое акционерное общество и 1 частное предприятие. Кроме того зарегистрировано 65 фермерских хозяйств.

## Образование и наука
Система образования включает 4 общеобразовательных учебных заведения І-ІІІ степеней, 1 учебно-воспитательный комплекс и две школы І-ІІ степеней с контингентом 811 ученика, профессиональный аграрный лицей, одно внешкольное воспитательное заведение, 3 детских садика и одно подразделение НВК № 1.
Все образовательные заведения осуществляют преподавание на государственном языке.

## Здравоохранение
Населению лечебно медицинскую помощь оказывает центральная районная больница и 7 фельдшерско-акушерских пунктов.

## Культура и искусство

### Заведения
- Великобелозёрская центральная районная библиотека
- Великобелозёрская районная детская библиотека
- Великобелозёрская детская музыкальная школа

### Историко-архитектурные сооружения
- Здание церковно-приходской школы, 1891 г.
- Волостное правление, начало 20 века.
- Центральная районная больница, в 1913—1914 г.
- Трудовая школа, 1912—1913 г.
- Свято-Покровская церковь, 1886 г.

### Традиционные праздники и фестивали
- Фестиваль «Голос Афгана» (Февраль, ежегодно)
- Конкурс-смотр фольклорных коллективов (Август, ежегодно)
- Празднование Храма (19 Августа, ежегодно, совхоз им. Ватутина)
- Фестиваль «Таврийские зори» (сентябрь, ежегодно)
- Празднование освобождения села от немецко-фашистских захватчиков (Октябрь, ежегодно)

## Известные уроженцы
- Павел (Дмитровский), архиепископ Таллинский и Эстонский
- Иван Лукич Луцкевич (Касярум), советский военачальник, генерал-майор.